# Capiago Intimiano
Capiago Intimiano est une commune de la province de Côme dans la région Lombardie en Italie. Capiago a le Rite romain et Intimiano a  le Rite ambrosien.

## Administration
| Période                                  | Période | Identité | Étiquette | Qualité |
| ---------------------------------------- | ------- | -------- | --------- | ------- |
|                                          |         |          |           |         |
| Les données manquantes sont à compléter. |         |          |           |         |

### Hameaux
olmeda, intimiano

### Communes limitrophes
Cantù, Côme, Lipomo, Montorfano, Orsenigo, Senna Comasco

## Jumelages
- Buják (Hongrie)